# Crotalus culminatus
Espèce
Synonymes
- Crotalus durissus culminatus Klauber, 1952
- Crotalus simus culminatus Klauber, 1952
- Crotalus loeflingii Humboldt, 1811

Crotalus culminatus est une espèce de serpents de la famille des Viperidae.

## Répartition
Cette espèce est endémique du Mexique. Elle se rencontre dans les États de Michoacán et d'Oaxaca.

## Description
C'est un serpent venimeux.

## Publication originale
- Klauber, 1952 : Taxonomic studies on rattlesnakes of Mainland Mexico. Bulletins of the Zoological Society of San Diego, vol. 26, p. 1-143.